# Deserto de Parã

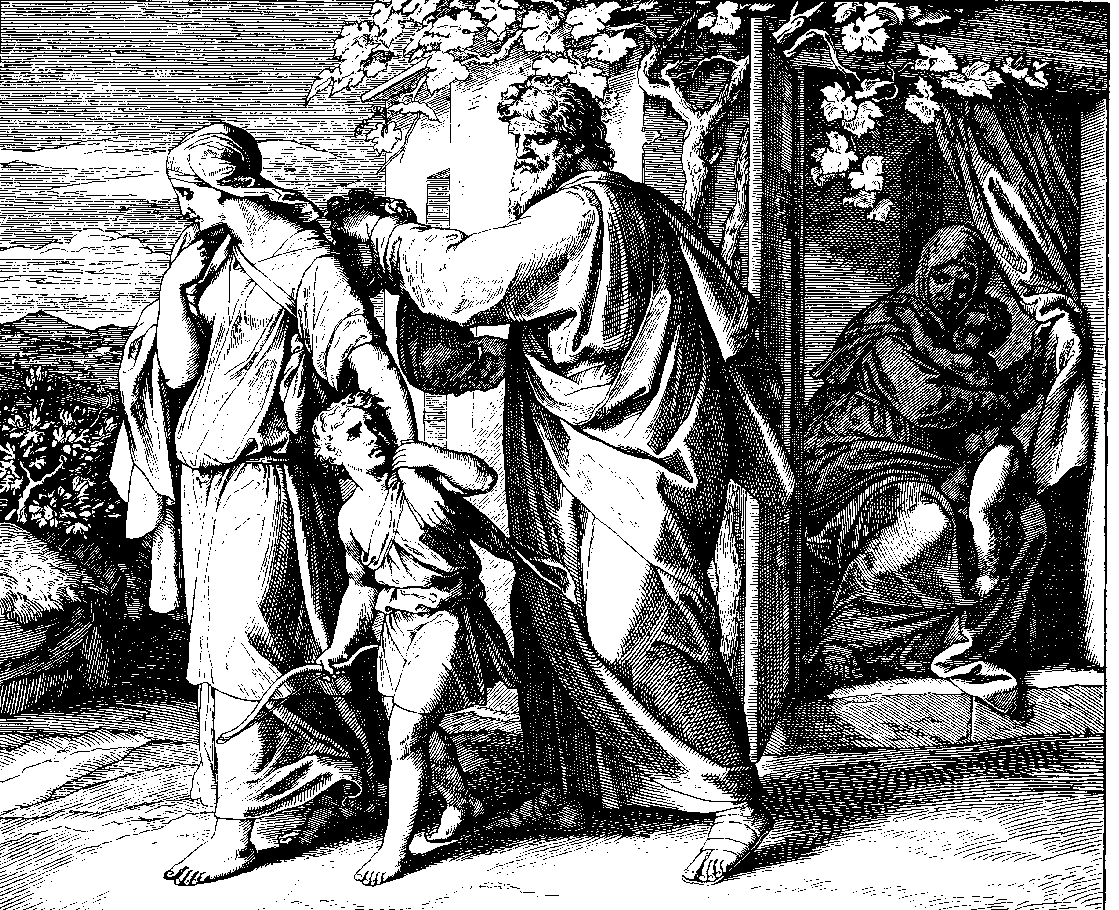
Abraão manda Hagar e Ismael ao deserto, xilogravura de Julius Schnorr von Carolsfeld.

O Deserto de Parã, na Arábia (em hebraico: מדבר פארן; romaniz.: Midbar Par'an), é o lugar mais provável onde os israelitas passaram parte dos seus 40 anos de peregrinação. O rei Davi passou algum tempo no deserto de Parã, após a morte de Samuel (1 Samuel 25:1). É também o lugar onde Hagar, serva de Abraão, e seu primeiro filho Ismael ficaram (Gênesis 21), e onde se apresentam as primeiras linhas do livro de Deuteronômio.
"Então Deus lhe abriu os olhos e ela [Hagar] viu uma fonte. Foi até lá, encheu de água a vasilha e deu de beber ao menino. Deus estava com o menino. Ele cresceu, viveu no deserto e tornou-se grande arqueiro. Vivia no deserto de Parã e sua mãe conseguiu-lhe uma mulher da terra do Egito. Naquela ocasião, Abimeleque, acompanhado de Ficol, comandante do seu exército, disse a Abraão: "Deus está contigo em tudo o que fazes." (Gênesis 21:19-22, NVI)
"Ele disse: O Senhor veio do Sinai e alvoreceu sobre eles desde o Seir, resplandeceu desde o monte Parã. Veio com miríades de santos desde o sul, desde as encostas de suas montanhas." (Deuteronômio 33:2, NVI)
"Estas são as palavras ditas por Moisés a todo o Israel no deserto, a leste do Jordão, na Arabá, defronte de Sufe, entre Parã e Tofel, Labã, Hazerote e Di-Zaabe." (Deuteronômio 1:1, NVI)
"Então os israelitas partiram do deserto do Sinai e viajaram por etapas, até que a nuvem pousou no deserto de Parã." (Números 10:12, NVI)